# 山姆爾·比密斯
山姆爾·比密斯（1891年10月20日—1973年9月26日）是一位美国历史学家，专攻美国外交史，在耶鲁大学任教多年，1960年至1961年任美国历史学会会长，代表作品有《平克尼条约》（Pinckney's Treaty，曾获1927年普利策历史奖）等。